# 2-й Кавказский армейский корпус
2-й Ка́вказский арме́йский ко́рпус — соединение Русской императорской армии, существовавшее в 1878—1918 годах.

## История
Существовавшие в русской армии с начала XIX века пехотные (позднее — армейские) корпуса были упразднены в 1862 — 1864 годах в ходе военно-окружной реформы (Д. А. Милютина). Однако преимущества корпусной организации в деле подготовки войск и усиления их боевой готовности привели к воссозданию армейских корпусов в 1874 — 1879 годах. Каждый корпус включал в себя управление, две или три пехотных и одну кавалерийскую дивизии с приданной им дивизионной артиллерией.
В 1876—1878 годах существовал Действующий корпус на Кавказско-Турецкой границе, участвовавший в русско-турецкой войне под командованием генерала М. Т. Лорис-Меликова.
17 декабря 1878 года из войск Кавказского военного округа были сформированы 1-й и 2-й Кавказские армейские корпуса. 1 ноября 1888 года 2-й Кавказский АК был расформирован, а оставшийся 1-й Кавказский АК стал именоваться Кавказским армейским корпусом.
22 марта 1899 года из его состава был выделен ряд частей и соединений, образовавших вновь сформированный 1-й Кавказский армейский корпус. При этом прежний Кавказский армейский корпус был переименован во 2-й Кавказский армейский корпус.
В его состав были включены: 21-я пехотная дивизия, Кавказская кавалерийская дивизия, Кавказская стрелковая бригада, Кавказская туземная стрелковая бригада, 21-я артиллерийская бригада с Кавказским стрелковым артиллерийским дивизионом, 21-й и Кавказский стрелковый летучие артиллерийские парки.
Корпус — активный участник боевых действий Первой мировой войны. В июне 1915 г. сражался в ходе Второй Томашовской операции, а в июле — в ходе Люблин-Холмского сражения.

## Состав
К 1 июня 1909 года в состав корпуса входили:
- Кавказская гренадерская дивизия
- 21-я пехотная дивизия
- 2-я Кавказская стрелковая бригада
- Кавказская кавалерийская дивизия
- 2-я Кавказская казачья дивизия
- 63-я пехотная резервная бригада
- 64-я пехотная резервная бригада

Состав на 18 июля 1914 года:
- Кавказская гренадерская дивизия
- 51-я пехотная дивизия
- 2-я Кавказская стрелковая бригада
  - 5-й Кавказский стрелковый полк
  - 6-й Кавказский стрелковый полк
  - 7-й Кавказский стрелковый полк
  - 8-й Кавказский стрелковый полк
  - 2-й Кавказский стрелковый артиллерийский дивизион
- Кавказская кавалерийская дивизия
- 2-я Кавказская казачья дивизия
- 2-й Кавказский мортирно-артиллерийский дивизион
- 2-й Кавказский сапёрный батальон
- Кавказский обозный батальон

## В составе
- 17.12.1878 — 1914 — Кавказского военного округа
- 02.08. — 22.10.1914 г. — в 10-й армии
- 15.11.1914 — 04.05.1915 гг. — в 1-й армии
- 04.05. — 24.07.1915 г. — в 9-й армии
- с 24.07.1915 г. — в 13-й армии
- 19.08.1915 — ??.12.1917 гг. — в 10-й армии

## Командиры
- 01.02.1879 — 01.01.1882 — генерал от инфантерии Своев, Владимир Никитич
- 01.01.1882 — после 01.05.1885 — генерал-лейтенант Девель, Фёдор Данилович
- 24.07.1885 — 17.09.1885 — временный командующий генерал-лейтенант Яновский, Василий Иванович
- 03.11.1885 — 16.01.1893 — генерал-лейтенант (с 30.08.1891 генерал от кавалерии) князь Чавчавадзе, Захарий Гульбатович
- 16.01.1893 — 11.06.1897 — генерал-лейтенант (с 1896 генерал от кавалерии) князь Амилахвари, Иван Егорович
- 11.06.1897 — 07.06.1902[~ 1] — генерал-лейтенант (с 09.04.1900 генерал от инфантерии) Зеземан, Эдуард Эдуардович
- 27.06.1902 — 21.09.1906 — генерал-лейтенант (с 22.07.1906 генерал от инфантерии) Фаддеев, Семён Андреевич
- 21.09.1906 — 02.05.1908 — генерал-адъютант генерал-лейтенант Мищенко, Павел Иванович
- 24.05.1908 — 08.08.1909 — генерал-лейтенант Шуваев, Дмитрий Савельевич
- 19.09.1909 — 24.12.1913 — генерал-лейтенант (с 06.12.1912 генерал от инфантерии) Мышлаевский, Александр Захарьевич
- 02.01.1914 — 11.12.1914 — генерал от инфантерии Берхман, Георгий Эдуардович
- 11.12.1914 — 18.04.1917 — генерал-лейтенант (с 23.03.1915 генерал от артиллерии) Мехмандаров, Самедбек Садыхбек оглы
- 22.04.1917 — после 25.10.1917 — генерал-лейтенант Чоглоков, Григорий Иванович

## Начальники штаба
- 22.11.1879 — 10.04.1889 — полковник (с 30.08.1880 генерал-майор) Шкуринский, Семён Афанасьевич
- 17.04.1889 — 02.02.1891 — генерал-майор Фрезе, Александр Александрович
- 10.02.1891 — 30.12.1897 — генерал-майор Марков, Михаил Илларионович
- 25.01.1898 — 24.03.1899 — полковник (с 19.07.1898 генерал-майор) Лисовский, Валериан Яковлевич
- 31.03.1899 — 25.09.1899 — генерал-майор Писаренко, Александр Семёнович
- 14.12.1899 — 27.11.1902 — полковник (с 09.04.1900 генерал-майор) Рутковский, Пётр Константинович
- 27.11.1902 — 29.07.1905 — генерал-майор Берхман, Георгий Эдуардович
- 04.09.1905 — 22.06.1907 — генерал-майор Карцов, Владимир Александрович
- 01.07.1907 — 26.11.1912 — генерал-майор Баратов, Николай Николаевич
- 07.12.1912 — 11.11.1914 — генерал-майор Кузьмин-Караваев, Александр Николаевич
- 06.12.1914 — 30.09.1917 — генерал-майор Фёдоров, Дмитрий Яковлевич

## Начальники артиллерии
В 1910 году должность начальника артиллерии корпуса была заменена должностью инспектора артиллерии
Должность начальника / инспектора артиллерии корпуса соответствовала чину генерал-лейтенанта. Лица, назначаемые на этот пост в чине генерал-майора, являлись исправляющими должность и утверждались в ней одновременно с производством в генерал-лейтенанты.
- 29.07.1879 — 16.04.1883[~ 2] — генерал-майор Энгель, Владимир Александрович
- 16.04.1883 — 03.04.1886 — генерал-майор Семчевский, Василий Константинович
- 03.04.1886 — 20.08.1895[~ 3] — генерал-майор (с 30.08.1886 генерал-лейтенант) Парчевский, Александр Александрович
- 09.11.1895 — 29.04.1898 — генерал-майор (с 12.02.1897 генерал-лейтенант) Баумгартен, Александр Трофимович
- 29.04.1898 — 14.02.1899 — генерал-майор (с 06.12.1898 генерал-лейтенант) Карпов, Николай Александрович
- 14.02.1899 — 08.07.1901 — генерал-майор (с 06.12.1899 генерал-лейтенант) Беляев, Тимофей Михайлович
- 19.07.1901 — 03.01.1907 — генерал-майор (с 28.03.1904 генерал-лейтенант) Жиляй, Виктор Игнатьевич
- 22.01.1907 — 21.04.1907 — и. д. генерал-майор Гофман, Генрих Эрнестович

### Командование 2-го Кавказского армейского корпуса, существовавшего с 1878 по 1888 гг.

#### Командиры
- 01.02.1879 — 14.08.1879[~ 4] — генерал-адъютант генерал-лейтенант Лазарев, Иван Давидович
- 14.09.1879 — 08.01.1881[~ 5] — генерал-лейтенант Тергукасов, Арзас Артемьевич
- хх.хх.1881 — хх.хх.1886 — генерал-лейтенант Джемарджидзев, Михаил Григорьевич
- хх.хх.1886 — 01.11.1888 — генерал-лейтенант Цёге-фон-Мантейфель, Николай Максимович

#### Начальники штаба
- хх.хх.1879 — хх.хх.хххх — генерал-майор Баранов, Иосиф Гаврилович
- 13.04.1883 — 03.05.1887 — генерал-майор Перлик, Пётр Тимофеевич
- 04.05.1887 — 04.12.1888 — генерал-майор Фрезе, Александр Александрович

## Комментарии
1. ↑  Умер в должности. Высочайшим приказом от 27.06.1902 исключен из списков умершим.
2. ↑  Умер в должности. Высочайшим приказом от 16.04.1883 исключен из списков умершим.
3. ↑  Умер в должности. Высочайшим приказом от 11.09.1895 исключен из списков умершим.
4. ↑  Умер в должности. Высочайшим приказом от 06.09.1879 исключен из списков умершим.
5. ↑  Умер в должности. Высочайшим приказом от 03.02.1881 исключен из списков умершим.